# Marin Beçikemi
 (janvier 2025).
Marin Beçikemi est un philologue et écrivain albanais de la Renaissance. 

## Biographie
Beçikemi naquit vers 1468, à Shkodër. Il parvint à s'échapper de cette ville, qu'assiégeaient les Turcs, en 1477 ; ayant eu le bonheur de gagner Ulcinj, dans la Dalmatie, il y trouva des parents dont il rexçut l'accueil le plus généreux, et qui l'envoyèrent faire ses études à Brescia. Il eut pour maîtres Giovanni Calfurnio et Gasparin de Bergame, deux des plus habiles grammairiens du 15e siècle, et sous leur direction il fit des progrès rapides dans les lettres. Ses études terminées, il revint à Ulcinj, et s'y maria. ll n'avait pas vingt ans quand il fut mis à la tête de l'école de Raguse ; mais il montra dans cette place tant de zèle et de maturité qu'à son départ les magistrats lui donnérent des marques honorables de satisfaction. En quittant Raguse, il entra comme secrétaire près de Melchiorre Trevisan, amiral en chef de la république de Venise ; et il sut mériter sa confiance au point qu'avec l'agrément du Sénat, Trevisan le chargea de deux missions a Naples et en France, dont il se tira très habilement.
L'estime dont il jouissait à Venise lui fit prendre la résolution de s'y fixer ; et bientôt il ouvrit une école de littérature qui fut fréquentée par une foule d'élèves. Ses succès dans la carrière de l'enseignement éveillèrent l'envie ; et un grammairien, nommé Raffaele Regio, répandit contre lui les calomnies les plus atroces. Fatigué de souffrir les insultes de Regio, Beçikemi convoqua dans une salle du couvent de St-Étienne les personnes les plus distinguées de Venise, et, en présence de son antagoniste, qu'il avait sommé de s'y rendre, repassant l'une après l'autre toutes ses allégations, il le convainquit d'imposture. Les nouvelles tracasseries que lui suscita son ennemi finirent par lui rendre le séjour à Venise insupportable. Il transporta en conséquence son école à Padoue. Giovanni Calfurnio, l'un de ses premiers maîtres, alors professeur à l'université de cette ville, étant mort peu de temps après, il prononça son éloge funèbre, et se mit sur les rangs pour lui succéder ; mais il eut la mortification de se voir préférer Regio, qui semblait s'acharner à traverser tous ses projets.
Plusieurs villes s'empressèrent d'offrir des chaires à Beçikemi. Le souvenir des heureuses années qu'il avait passées dans sa jeunesse à Brescia le décida pour cette ville. Pendant seize ans qu'il y professa la littérature latine, il trouva le loisir de composer, sur plusieurs auteurs anciens, des commentaires qui ajoutèrent à sa réputation. Enfin l'université de Padoue lui fit offrir, en 1519, la chaire d'éloquence, qui avait été toute sa vie l'objet de son ambition. Il l'accepta avec empressement, et la remplit jusqu'à sa mort, arrivée en 1526.

## Œuvres
- Oratio qua Brixiano senatui gratias agit. – Prælectio in C. Plinium secundum. – Observationum Collectanea in primum Historiæ naturalis librum, 1504, in-fol. Les bibliographes ne s'accordent pas sur le lieu de l'impression de ce volume, qui, selon toute apparence, parut à Brescia[1]. La partie intitulé: In C. Plinii Prælectio, etc., est précédée d'une dédicace datée de Brescia, 1503. Il en existe un exemplaire sur vélin à la Bibliothèque nationale de France. Elle a été réimprimée avec les notes sur le livre de Pline, Paris, 1519.
- Panegyricus principi Leonard. Lauredano. – Centuria epistolicarum quæstionum, 1504, in-fol, Ce volume a été réimprimé à Venise, en 1506, in-fol., avec une seconde partie intitulée : Castigationes ad Apuleium, Victorinum et Ciceronis opus de Oratore, etc.; necnon Præceptiones de componenda epistola, funebrique et nuptiali oratione ; de dialogo componendo et imitatione.
- Orationes tres, Venise, 1524, in-4°. Le cardinal Querini a recueilli les préfaces de Beçikemi dans le Specimen de Brixiana literatura, 4e partie.